# William Kitchen Parker
Pour les articles homonymes, voir William Parker et Parker.
William Kitchen Parker est un médecin et un naturaliste britannique, né le 23 juin 1823 à Dogsthorpe, Northamptonshire et mort le 3 juillet 1890 à Cardiff.
Il est professeur d’anatomie comparée au Royal College of Surgeons. Il est l’auteur d’études sur les foraminifères et l’ostéologie.